# Razzoli
Razzòli è un'isola dell'arcipelago di La Maddalena all'estremo nord della Sardegna presso le bocche di Bonifacio. Costituisce, assieme alle altre isole, il parco nazionale dell'Arcipelago di La Maddalena.

## Geografia
L'isola di Razzoli ha una superficie di 1,5 km², uno sviluppo costiero di 12,3 km e la cima più alta, monte Cappello, raggiunge 65 metri s.l.m. l'isola è separata da pochi metri da quella di Santa Maria, dal passo degli Asinelli. L'aspetto differisce abbastanza da quello delle isole vicine per via delle alte scogliere ma le poche spiagge presenti non sono da meno per bellezza come cala Lunga, cala Cappello, o cala Noce.

## Storia
L'isola non risulta stabilmente abitata in nessuna epoca storica ma spesso, in passato, gli allevatori còrsi portavano le loro bestie a pascolare. Nella parte nord dell'isola è presente un faro per l'orientamento marittimo.

## Collegamenti esterni

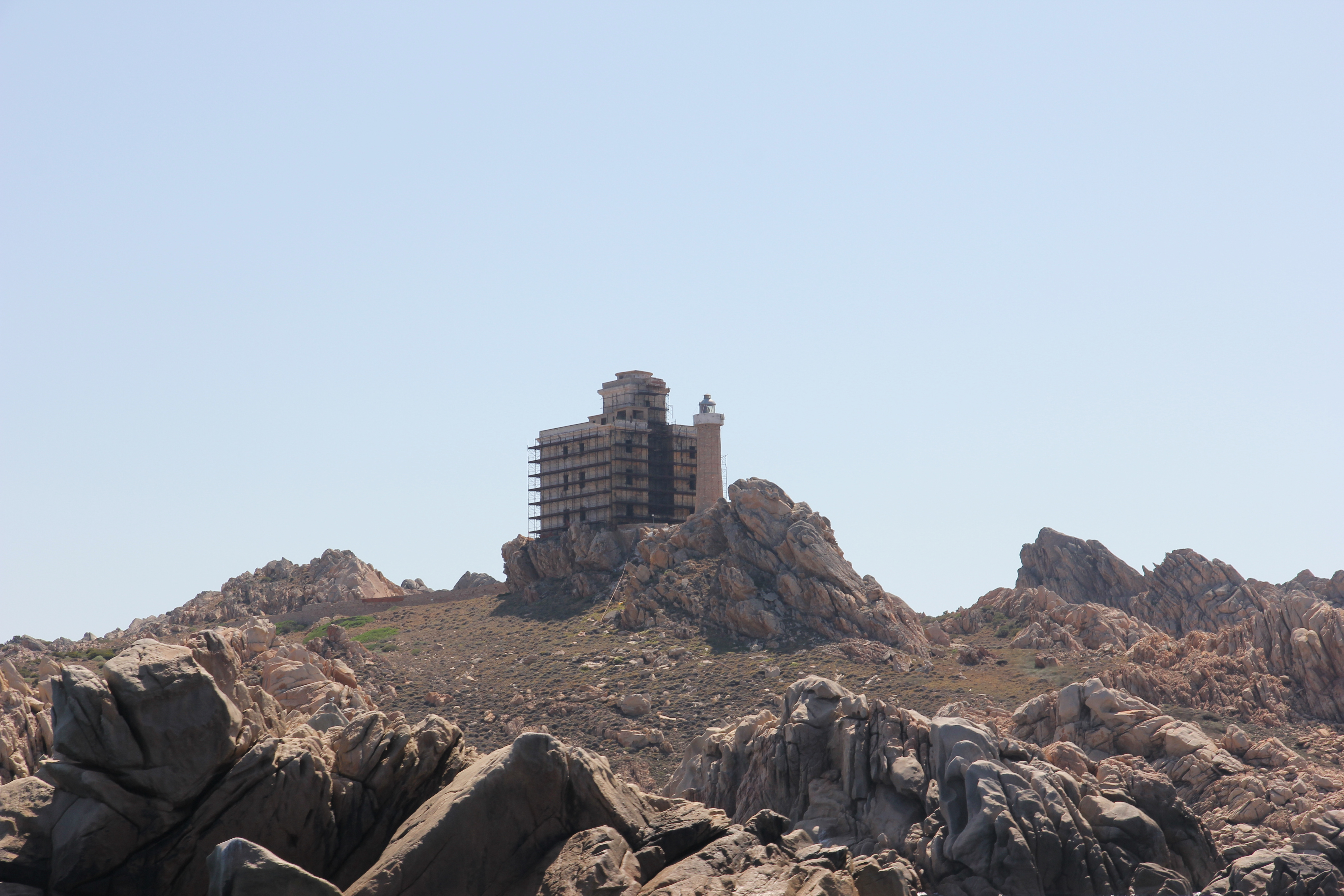
Il faro